# Valsassina
La Valsàssina est une vallée alpine de Lombardie, dans la province de Lecco.

## Géographie
La Valsassina est fermée à l’ouest par le chaînon des Grigne, et de l’est au nord par la partie principale des Alpes bergamasques qui, formant un arc semi-circulaire, la séparent de la vallée bergamasque et de la Valteline. Elle communique au lac de Côme par deux exutoires, à Lecco et à Bellano. La route provinciale no 63 (route des Préalpes bergamasques) relie depuis Moggio les unes aux autres toutes les vallées bergamasques, jusqu'au col de San Pietro avant de redescendre dans le val Taleggio.
La vallée est traversée par la Pioverna, qui prend sa source sur les flancs de la Grigna et s'écoule vers le nord pour se déverser dans le lac de Côme à hauteur de Bellano, commune où ce torrent a creusé des gorges spectaculaires : l'Orrido di Bellano.
En décembre 2002, après une violente tempête, un glissement de terrain a enseveli une partie du hameau de Bindo, fermant la route de Taceno à Lecco. À la suite de ce sinistre, plusieurs terres agricoles ont été transformées en zone industrielle, avec l'arrivée de plusieurs ateliers de mécanique dans la vallée entre Introbio et Taceno, bouleversant en peu de temps ce qui constituait une petite oasis verte à quelques kilomètres de la ville. La route, restée fermée pendant sept ans, a pu être rétablie grâce à la construction d'un tunnel, inauguré le 2 août 2009.

## Communes

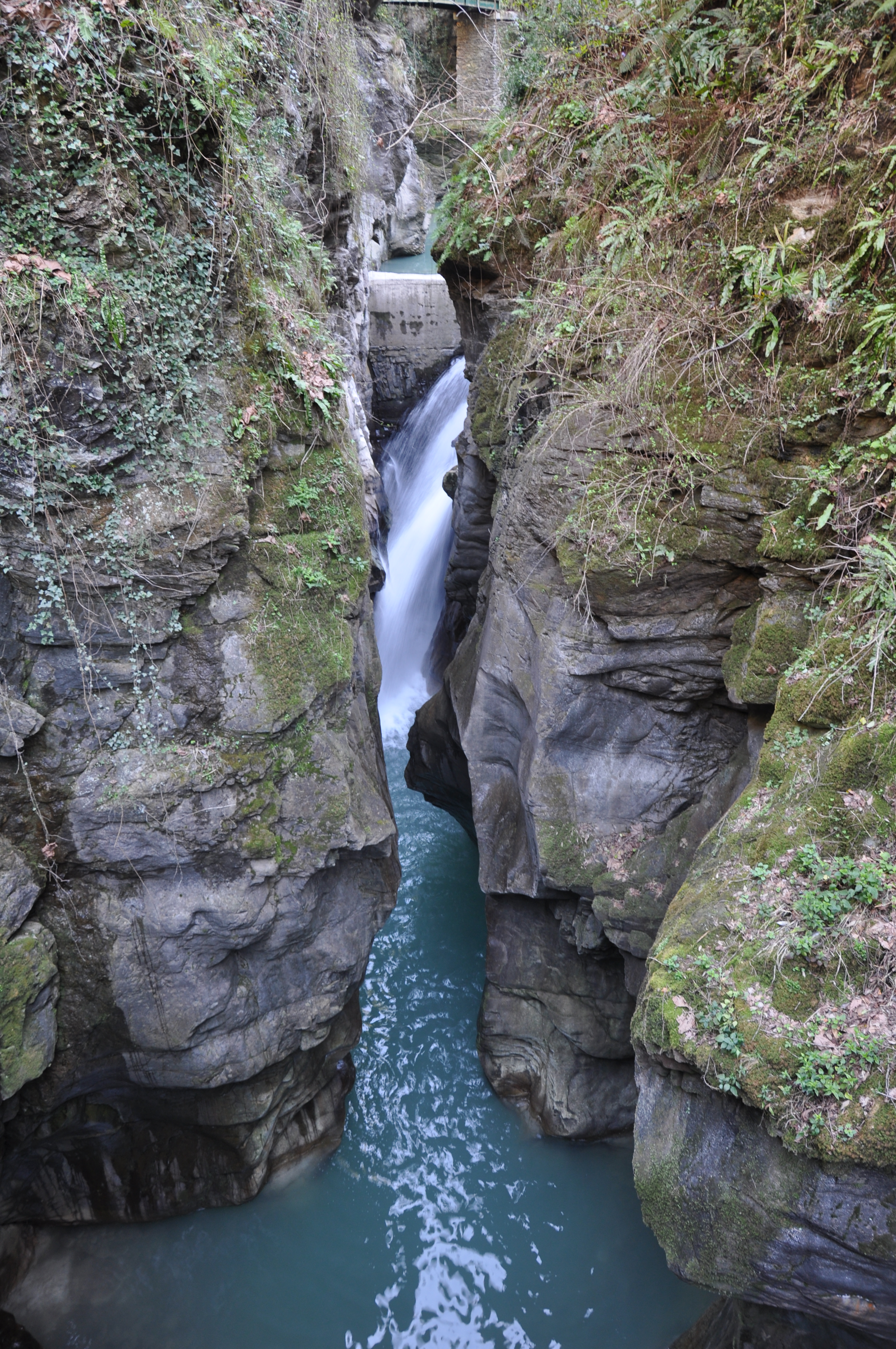
Les gorges de la Pioverna à Bellano.

En descendant la Valsassina du sud au nord par la route 62, on traverse d'abord Ballabio, où l'on peut rejoindre le versant oriental de la vallée en prenant à droite par la route provinciale 64 : ce côté, appelé improprement depuis quelques années « haute plaine de la Valsassina », abrite les villages de Cremeno, Cassina Valsassina, Moggio et Barzio. Poursuivant la descente vers le nord le long de la SP 62, on traverse les villages du fond de vallée : Pasturo, Introbio, Primaluna, Cortenova et Taceno. Là, on est au carrefour entre la route provinciale 62, vers l'ouest, qui donne sur Bellano via le village de Vendrogno ; et la route provinciale 67 qui conduit aux villages de la Haute Valsassina: Crandola Valsassina, Margno et Casargo. Au-delà, on arrive dans le val Varrone.

## Démographie
La Valsassina comptait 17 403 habitants au 30 juin 2009 (contre 17 326 habitants au 1er janvier). La population s'accroît dans les plus gros bourgs (Ballabio, Introbio, Primaluna), alors qu'elle diminue à Cortenova, Cassina Valsassina, Margno, Morterone, Parlasco et Vendrogno.

## Gastronomie

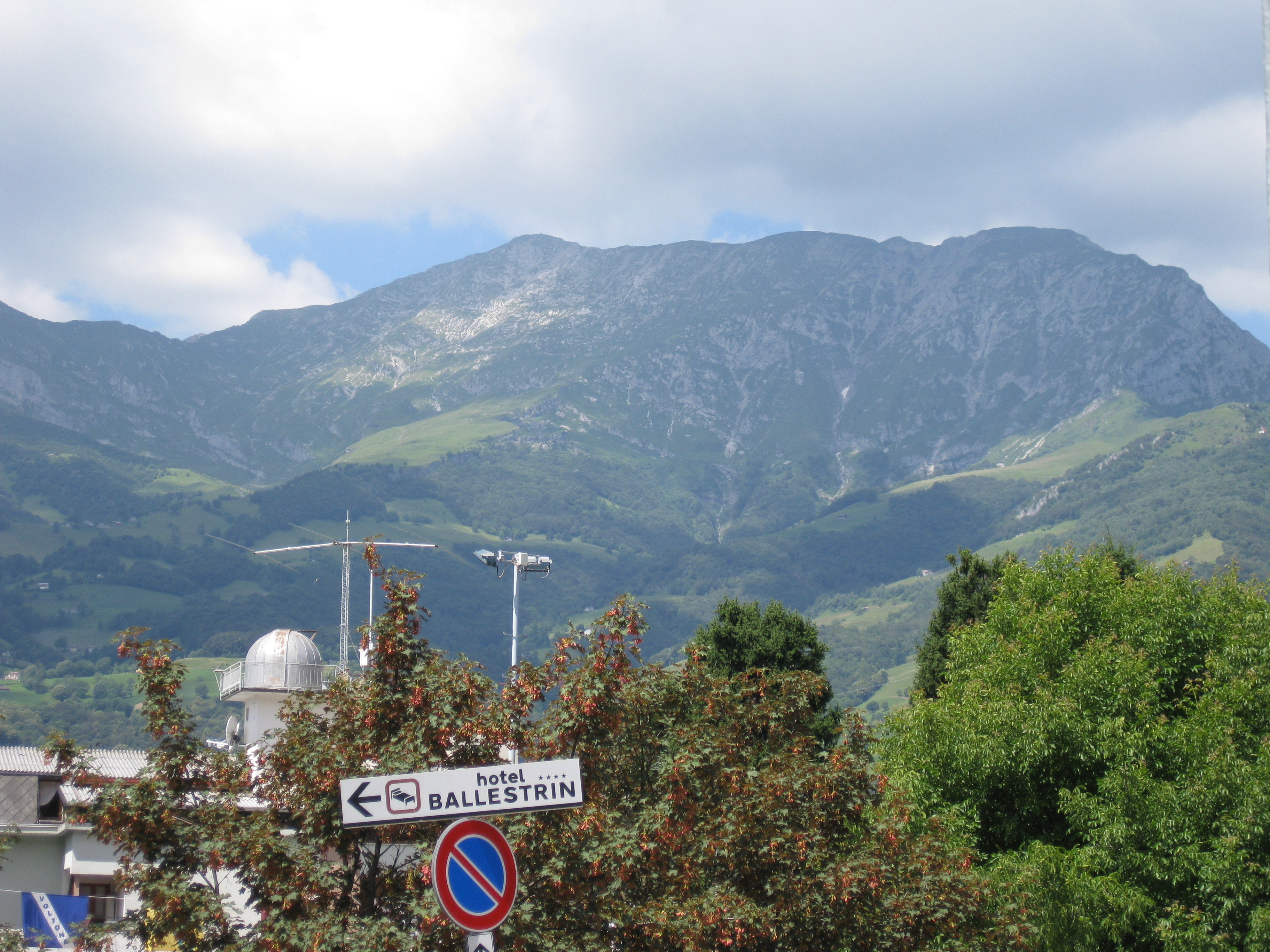
La Grigna vue de Barzio.

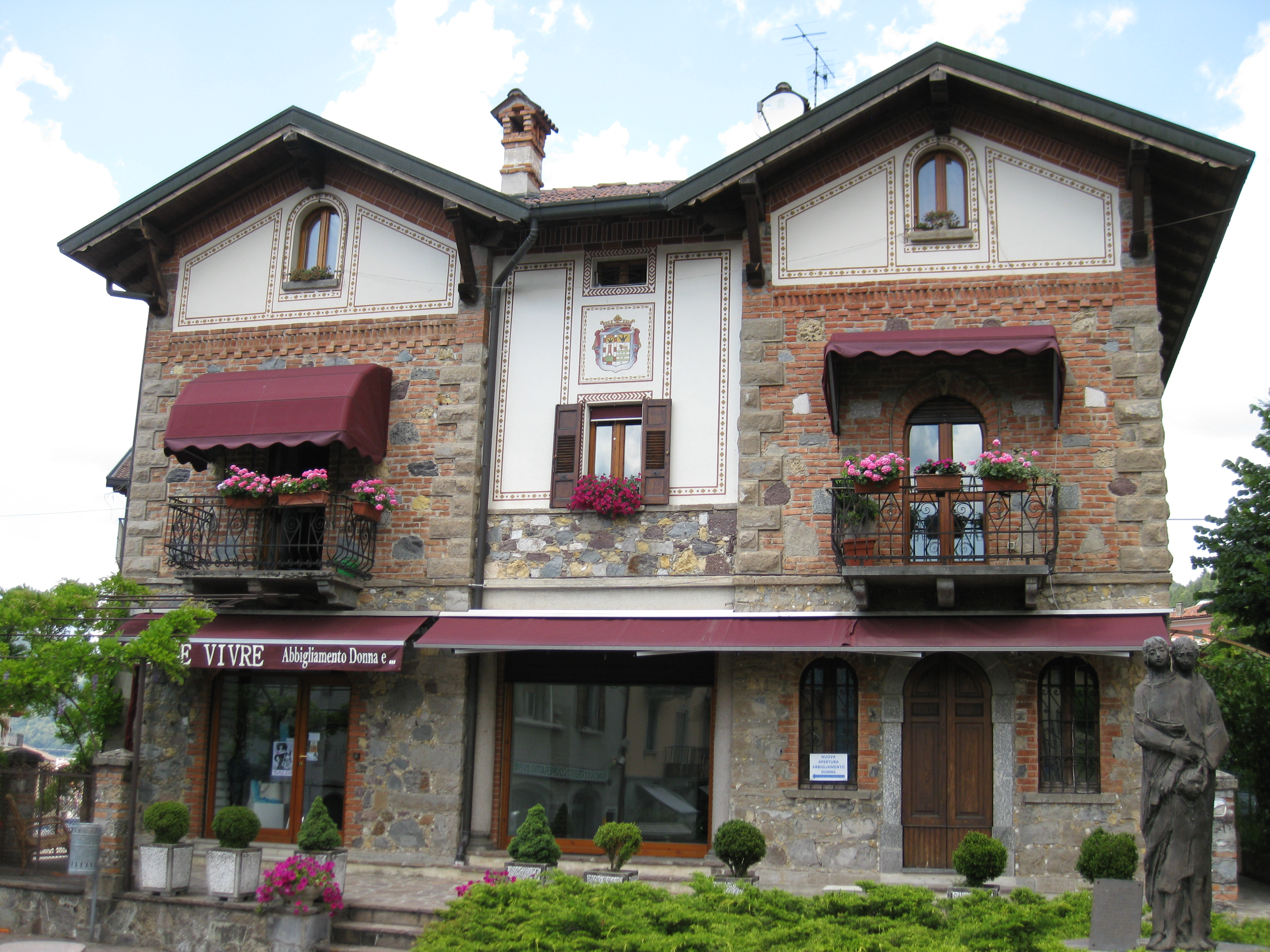
Le Barzio est un fromage typiquement valsassin.

### Fromages
La production laitière est un point fort de l’économie de la vallée. Les nouveaux producteurs de fromage n'ont pas dérogé aux anciennes traditions d’élevage du bétail qui comportaient, entre autres, la transhumance des troupeaux en altitude dans les alpages.
Le lait ainsi produit permet de faire des fromages de grande qualité comme le taleggio: c’est un fromage de forme rectangulaire, à la croûte subtile et à la pâte à la fois unie et compacte. On peut l’accompagner de la dégustation de poires, ou s’en servir pour relever d’autres mets. Beaucoup de fermes laitières produisent, en outre, un taleggio au chèvre, de la robiola, du quartirolo ou encore de la ricotta.

### Polenta
- La Polenta « Taragna »

Une autre spécialité typique de la Valsassina est la polenta taragna (appelée plus familièrement « taragna »), qu'on prépare aussi dans la Valteline voisine, le val Camonica, la région de Brescia, le Bergamasque et le val d'Aoste. Elle tire son nom du pilon (tarell) utilisé pour malaxer la bouillie dans le chaudron en cuivre. Elle est traditionnellement accompagnée de fromage. 
- La « Polenta Mosa »

C'est une polenta cuite au beurre avec du pain pour l'affermir.

### Champignons
Les nombreuses forêts de Valsassina (les bois de Crandola et de Narro, ceux de Primaluna a Cortabbio, de Nava di Baiedo dans le val Marcia jusqu'à la plaine des Betulle, sans oublier le val Varrone) sont des forêts de chênes rouvres, de châtaigniers, de hêtres, de noisetiers, de sapins et de mélèzes : toutes ces essences favorisent la croissance des champignons comestibles.

### Pâtisserie
Les pâtisseries typiques de Valsassina sont les caviadini (particulièrement ceux de Cortabbio, mais on en trouve dans toutes les pâtisseries de la vallée), et les sassetti (« petites pierres ») de Valsassina : ces petits biscuits aux amandes sont délicieux accompagnés de vin. Il faut également mentionner les Dolce Grigna, biscuits fourrés aux figues séchées, noix, fruits confits et raisins secs. Autre dessert typique : la tourte au pain (torta alle panne), sorte de pain perdu fourré de divers ingrédients de base : amaretti, raisins secs, cannelle et œufs ; il y a, pour cette tourte typique de la culture contadine qui permet d'utiliser tout ce qu'on a sous la main, certaines variantes consistant à ajouter du miel, du chocolat ou de la poudre de cacao. On la prépare le plus souvent à l'occasion de la fête locale, celle du saint-patron du village.
La miascia est une tarte roborative, destinée à l'origine aux paysans travaillant dans les champs et à la famille l'hiver ; elle est  préparée avec le lait d'une vache qui vient de mettre bas (elle est plus grasse), du sucre et de la maïzena.

### Autres spécialités
Les scapinasc (servis notamment à l'occasion de la Saint-Blaise, le 3 février, à Bindo, un hameau de Cortenova) sont des ravioli accompagnés d'une sauce au beurre aigre-douce préparée avec des raisins, des amaretti, du fromage et de la chapelure assaisonnée au fromage râpé.
Toujours à Cortenova, fin novembre, se tient la foire du « Vin brulè » avec les marchands de Natale. Depuis 7 ans, du 30 novembre au 6 janvier, les Alberi font connaître leurs recettes en participant au concours « Un Canton, un presepi ». En faisant la tournée de la paroisse, on peut ainsi goûter aux pâtisseries et au vin chaud offerts par les gens du pays.